# Shemel Louison
Shemel Shellvon Louison (Mount Moritz, 9 agosto 1990) è un calciatore grenadino, portiere del San Juan Jabloteh.

## Carriera

### Club
Comincia a giocare in patria, al Fontenoy United. Nel 2012 passa al QPR. Nel 2013 si trasferisce a Trinidad e Tobago, al Caledonia AIA. Nel 2015 viene acquistato dal San Juan Jabloteh.

### Nazionale
Debutta in nazionale il 19 settembre 2010, in Saint Vincent e Grenadine-Grenada (0-0). Partecipa, con la maglia della nazionale, alla Gold Cup 2011.